# Farida Samra
Farida Ayman Adel Metwally Samra, née le 4 avril 2004, est une nageuse égyptienne.

## Carrière
Farida Samra est médaillée d'argent du 4 × 200 mètres nage libre et du 4 × 100 mètres nage libre mixte aux Jeux africains de 2019.
Elle remporte aux Championnats d'Afrique de natation 2021 à Accra la médaille d'argent du 4 × 100 mètres nage libre, du 4 × 200 mètres nage libre, du 4 × 100 mètres quatre nages et du 4 × 100 mètres nage libre mixte. Elle dispute également les courses juniors dans cette compétition, remportant l'argent sur 100 mètres nage libre et sur 4 × 200 mètres nage libre, et le bronze sur 50 mètres brasse et sur 50 mètres papillon.
Elle obtient aux Championnats d'Afrique de natation 2022 à Tunis la médaille d'argent sur 4 × 100 mètres nage libre et sur 4 × 200 mètres nage libre, ainsi que la médaille de bronze sur 4 × 100 mètres nage libre mixte.